# Scoiattolo

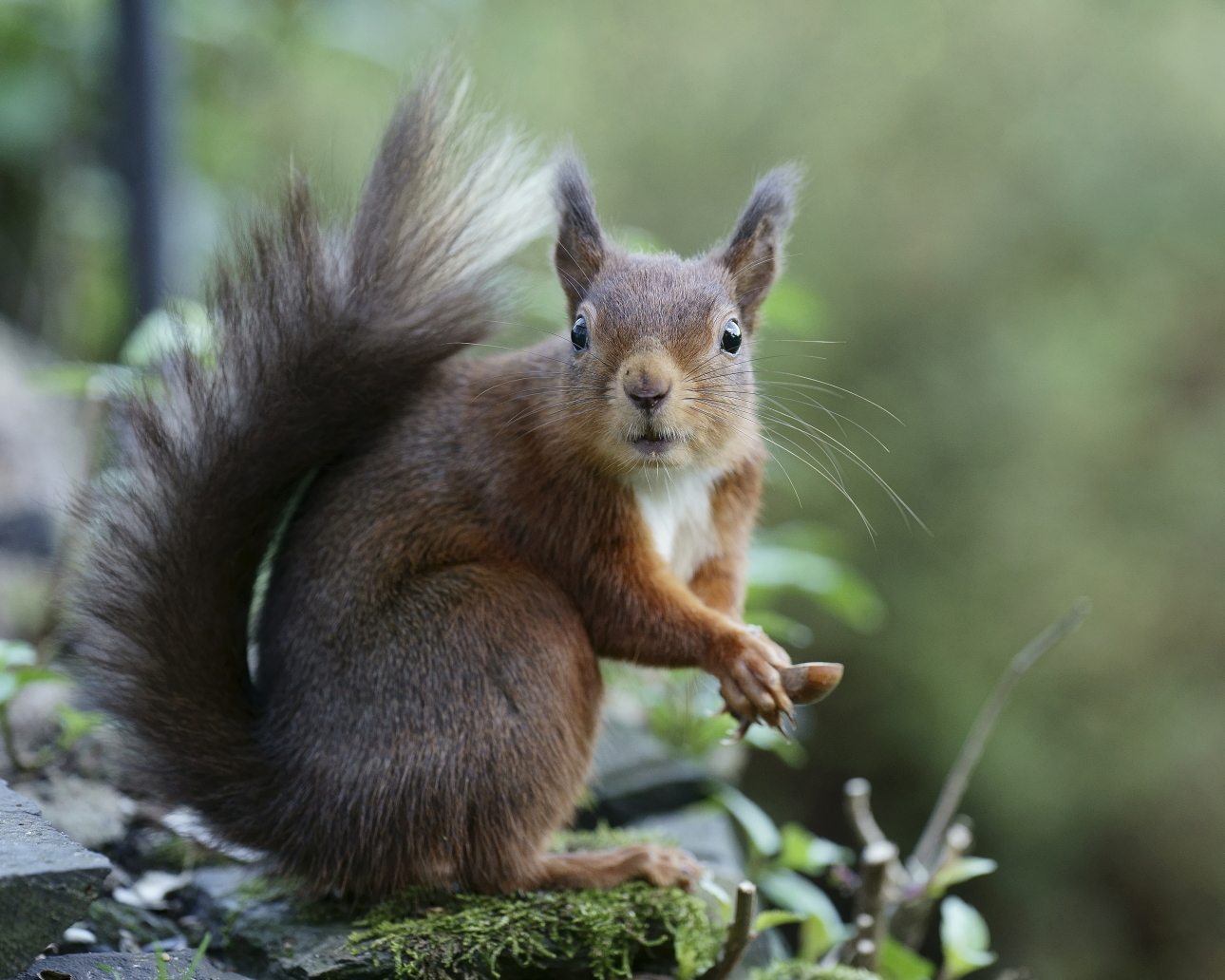
Scoiattolo rosso

Scoiattolo è nome comune per riferirsi a varie specie del genere Sciurus della famiglia degli Sciuridi (e di altri generi di questa famiglia, nonché di quella degli Anomaluridi), in particolare a S. vulgaris, lo scoiattolo rosso,  e S. carolinensis, lo scoiattolo grigio.
A seconda dell'ambiente naturale e della forma del corpo, gli scoiattoli possono essere di tre tipi: arboricoli, che vivono sugli alberi; di terra, che vivono nelle tane scavate nel terreno o in cunicoli; volanti, che hanno una membrana cutanea speciale (patàgio) per planare e passare in volo tra un albero e l'altro. (ne sono un esempio gli anomalùri, roditori sciuromorfi della famiglia degli Anomaluridi).
Gli scoiattoli si nutrono di frutta, frutta secca (noci, nocciole, castagne, ghiande) e funghi, di cui fanno provvista durante la stagione estiva, immagazzinandoli in luoghi sicuri, per averne nei periodi invernali o di scarsità. Dimenticandosene, disperdono i dissemìnuli delle piante. Integrano la dieta con insetti, bruchi e uccellini.
Predatori degli scoiattoli sono soprattutto la martora, il gatto selvatico e diverse specie di rapaci.

## Esempi di scoiattoli
Lo Sciurus vulgaris, il cui nome volgare è scoiattolo rosso (o scoiattolo europeo), è un roditore degli Sciuridi (famiglia che comprende molte altre specie, come la marmotta e il cane della prateria). Di taglia media (40 cm), ha una pelliccia dal colore rosso, il pelo del petto chiaro.
In Italia la varietà rossa arriva fino alla Tuscia e all'Umbria. Più a sud è sostituita dalla varietà nera, tipica dei boschi della regione  appenninica che si estende dall'Abruzzo all'Aspromonte; se ne trova una piccola popolazione anche a Roma, al parco pubblico di villa Ada, insieme a un piccolo nucleo di tamie (scoiattoli striati), roditori molto simili agli scoiattoli della varietà nera.

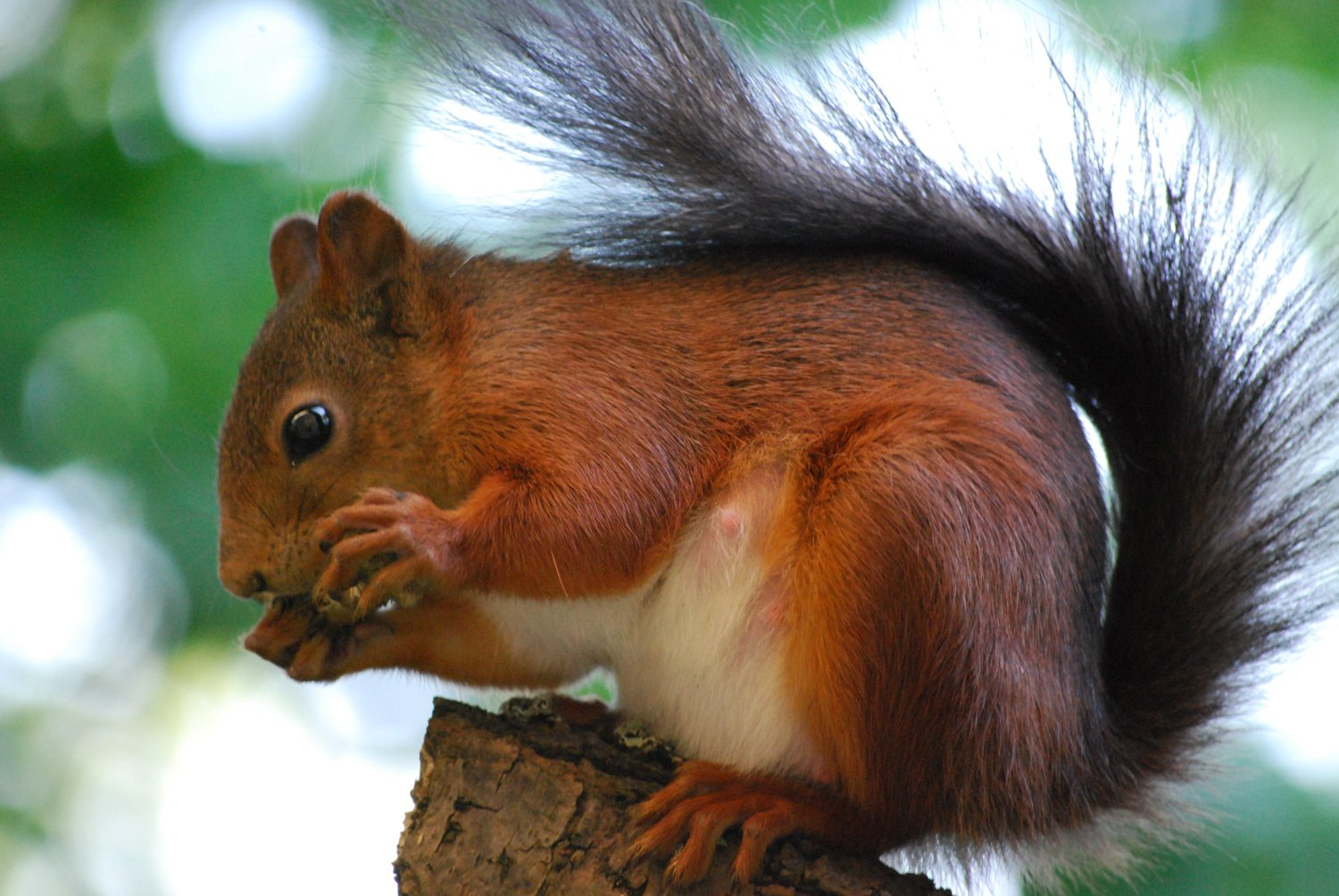
Scoiattolo rosso (Sciurus vulgaris)
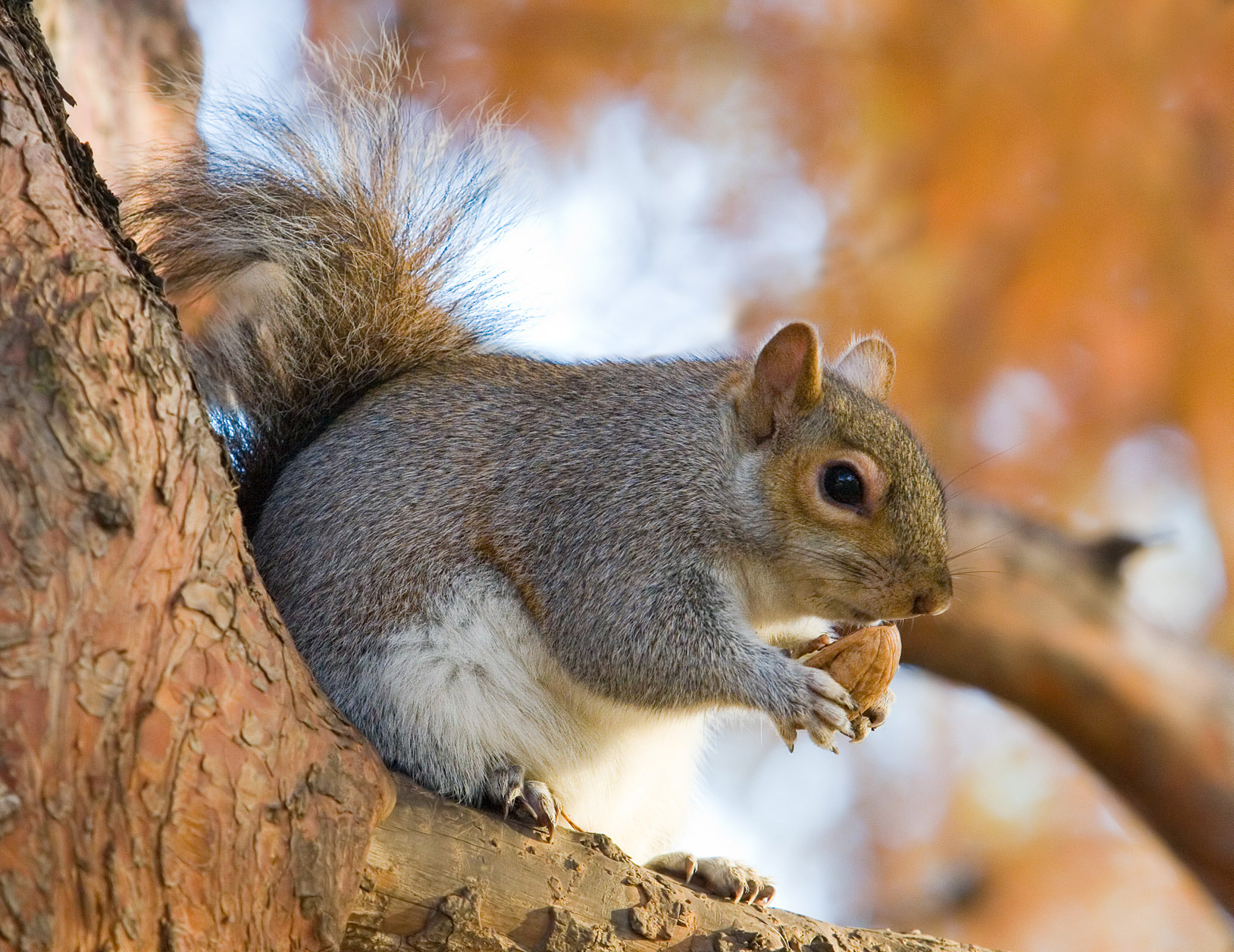
Scoiattolo grigio nordamericano (Sciurus carolinensis)
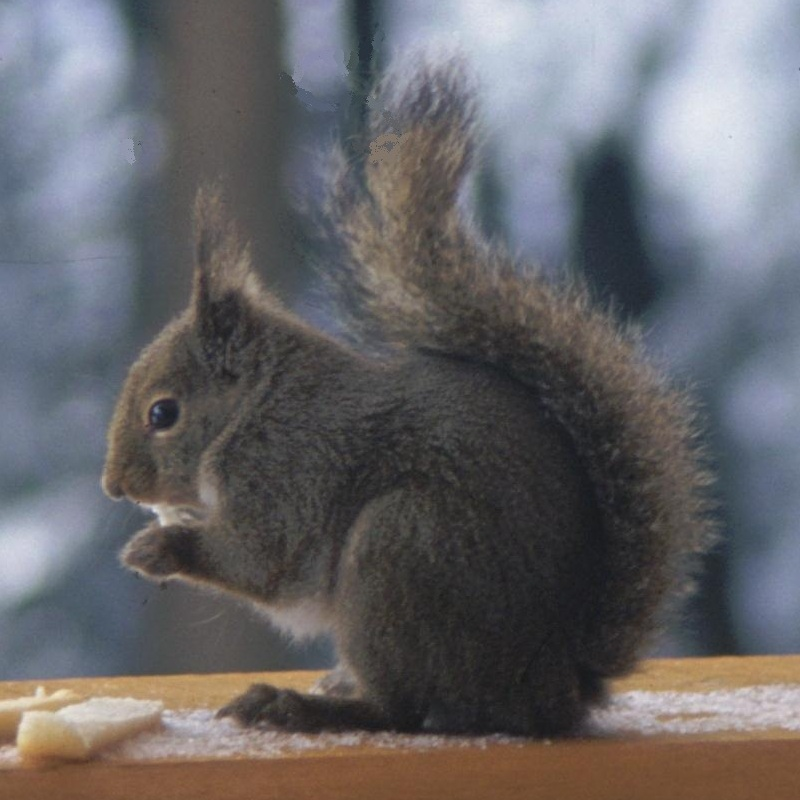
Scoiattolo del Giappone (Sciurus lis)
Scoiattolo nero del Canada (Sciurus carolinensis)
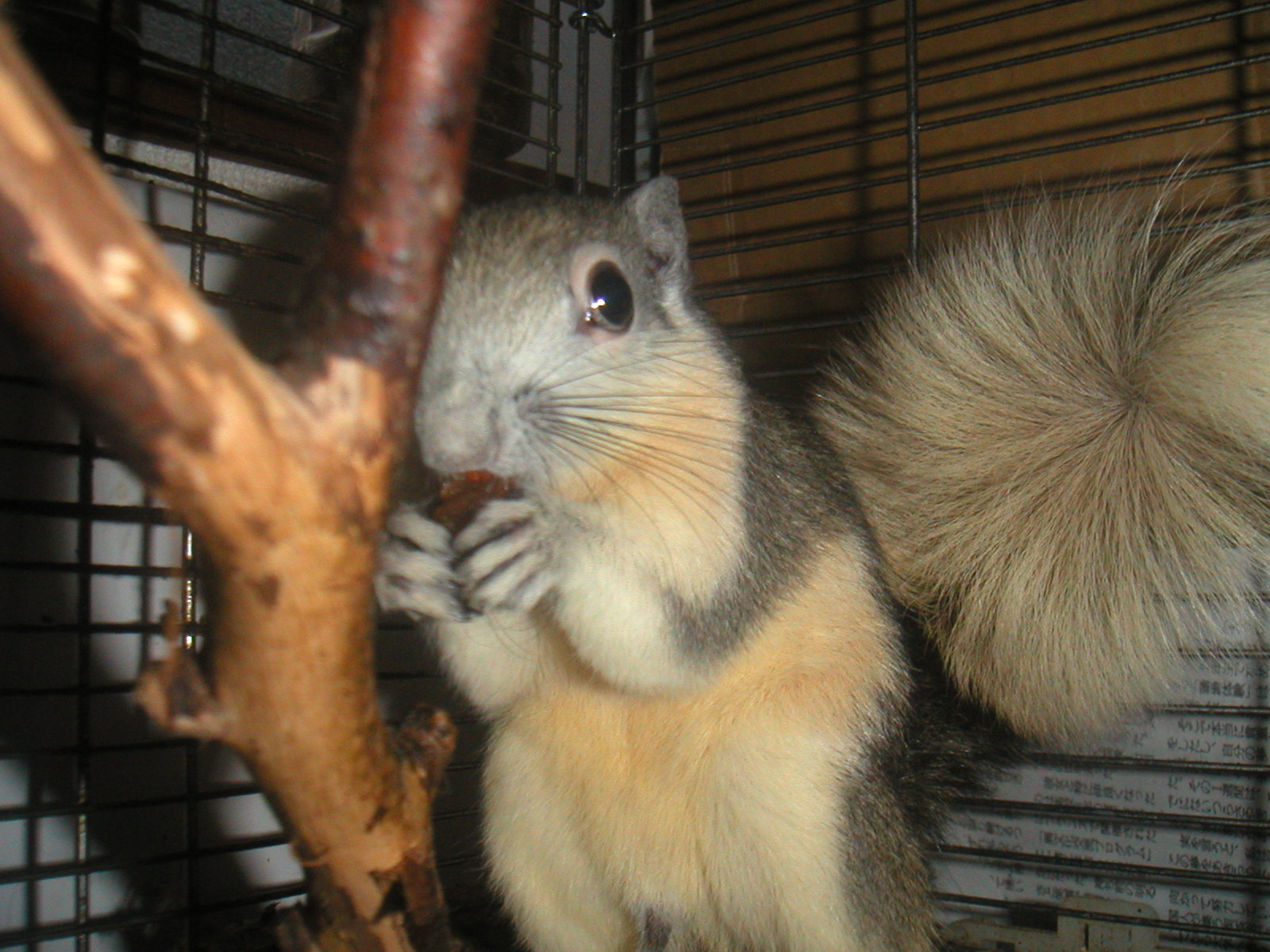
Scoiattolo variabile (Callosciurus finlaysonii)
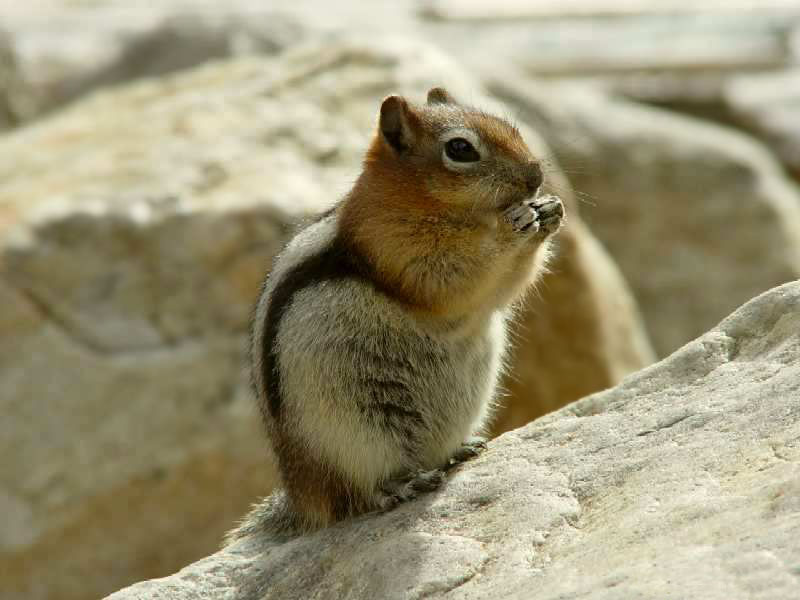
Scoiattolo terricolo dorato (Spermophilus lateralis)

## Specie minacciate
In Italia, come nel resto d'Europa, le popolazioni di Sciurus vulgaris sono fortemente minacciate dalla diffusione incontrollata dello Sciurus carolinensis, o scoiattolo grigio, originario dell'America e portato in Italia nel Novecento.
Possedendo un tasso riproduttivo più elevato e una maggiore adattabilità (o idoneità biologica o fitness), il roditore americano sta sostituendo lo scoiattolo rosso nelle zone in cui le due specie vengono a contatto. In Piemonte e in Liguria il diradamento della specie rossa è ormai ben evidente.
Un programma di eliminazione radicale della specie alloctona, proposto da alcuni ecologi, è stato  tuttavia avversato dagli animalisti.